# Loi muselière
La loi muselière (en luxembourgeois : Maulkuerfgesetz) ou officiellement Projet de loi pour la défense de l'ordre politique et social est un projet de loi luxembourgeois déposé en 1937. Cette loi avait pour objectif d'interdire le parti communiste luxembourgeois (KPL) et de dissoudre toute organisation politique susceptible, selon le gouvernement, de mettre en danger les institutions constitutionnelles. Les membres de ces partis ou organisations seraient déchus de leurs fonctions politiques et ne pourraient être employés ni par l'État ni par les pouvoirs locaux.
La loi a été rejetée par le référendum du 6 juin 1937.

## Contexte

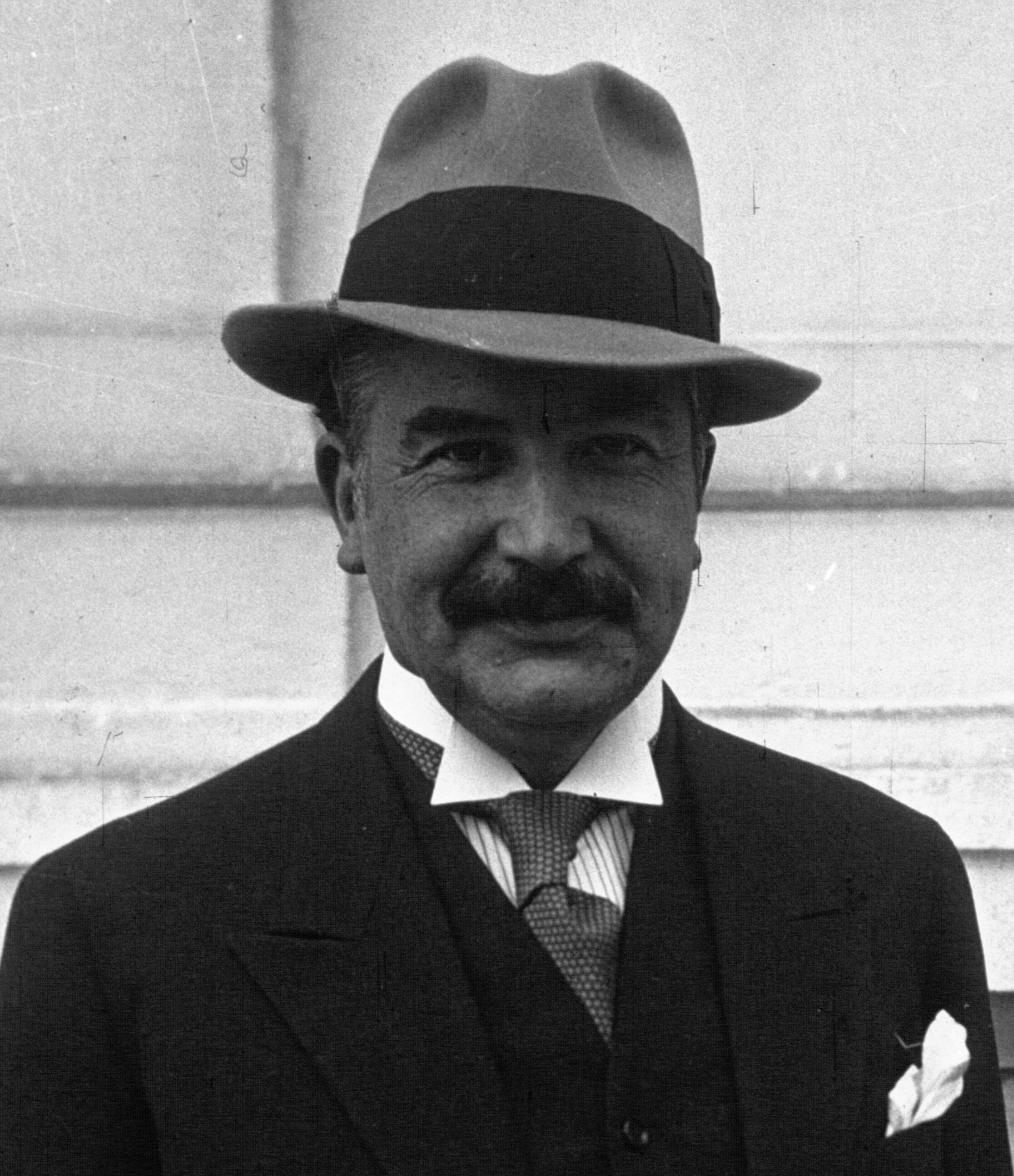
Joseph Bech.

Les origines de la « loi pour la défense de l'ordre politique et social » ou «loi Bech » en l'honneur du Premier ministre Joseph Bech, remontent à 1934. Le gouvernement de coalition entre le parti de la droite et le parti radical-libéral, a soumis le projet de loi à la Chambre des députés le 2 mai 1935. Il faudra attendre l'année suivante pour que la situation évolue.
Les partis formant la majorité et le gouvernement Bech soutiennent le projet, contrairement à l'opposition composée du parti socialiste et d'autres partis de gauche, qui la qualifièrent de loi muselière. Il a fallu presque trois ans avant que le texte de loi soit clarifié. Pour comprendre comment un parti qui n'a recueilli que 9 % des suffrages aux élections législatives a été perçu comme une telle menace qu'il fallait l'interdire, il faut regarder le contexte politique de l'époque : pour les conservateurs chrétiens en particulier, le communisme était l'incarnation de tout mal ; les libéraux, en tant que représentants de l'industrie et du monde des affaires, n'étaient pas beaucoup plus disposés. De plus, le Premier ministre Joseph Bech n'avait jamais été un ami du suffrage universel, introduit en 1919, et était nostalgique du suffrage censitaire.

## Vote de la chambre et référendum
Le débat à la Chambre a débuté le 16 avril 1937 et a duré 4 jours. Le 23 avril, la loi a été adoptée à la majorité (34 voix pour, 19 contre et 1 abstention).
Après le vote, l'opposition à la loi a augmenté et le gouvernement Bech décidé de la soumettre à un référendum organisé le 6 juin 1937. Il était convaincu que, avec le soutien du Luxemburger Wort et de l'Église catholique, qu'il obtiendrait l'approbation de la population. À la surprise générale, une faible majorité (50,67 %) rejette la loi.

## Conséquences
La victoire du « NON » au référendum pousse Joseph Bech à présenter la démission de son gouvernement à la grande-duchesse Charlotte qui ne l'accepte pas immédiatement, il faut attendre le 5 novembre 1937 pour que le gouvernement Dupong-Krier soit nommé.